# Johann V. (Hoya)
Johann V. von Hoya (* um 1395; † 10. April 1466), genannt der Streitbare oder der wilde Jan, war von 1426 bis 1466 regierender Graf von Hoya (Obergrafschaft).

## Familie
Johann war Sohn des Grafen Erich von Hoya und Helene von Braunschweig-Lüneburg, der Tochter von Herzog Magnus II. Torquatus. 1459, bereits über sechzigjährig, heiratete Johann Elisabeth von Diepholz. Aus der Ehe gingen drei Söhne hervor: Jobst I., der ihm nachfolgte, sowie Erich und Johann, die nicht das Erwachsenenalter erreichten. Johanns Bruder Albrecht war Bischof in Minden. Seine Brüder Erich und Otto waren Administratoren der Bistümer Münster und Bremen.

## Leben und Wirken

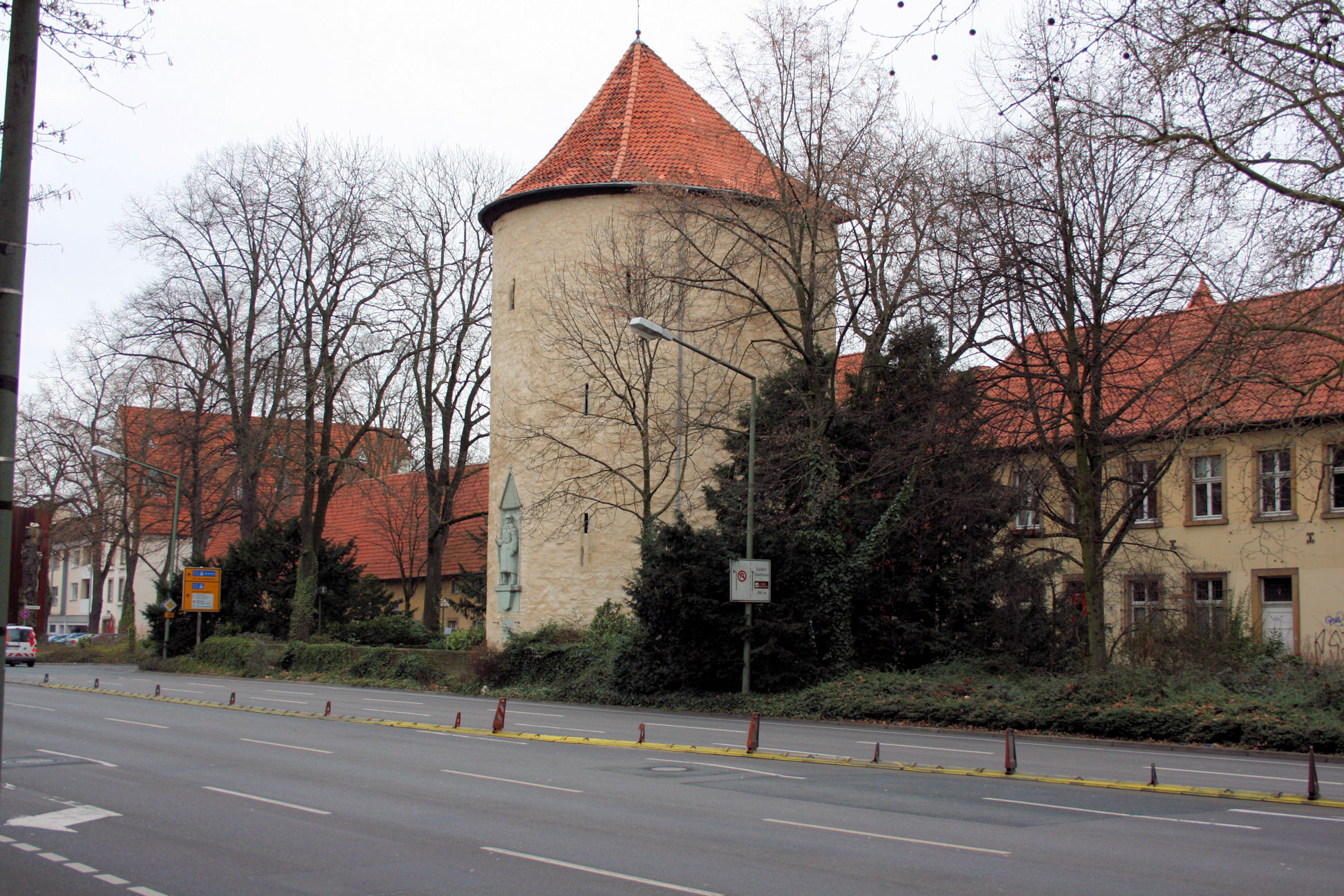
Bucksturm – Gefängnis Johanns V.

Johanns Leben war geprägt von Kriegen und Fehden. Schon kurz nach seinem Regierungsantritt nahm er an der Schlacht von Detern teil. Es folgten Kriege gegen die Städte Lüneburg, Bremen und Osnabrück. 1441 wurde Johann von den Osnabrücker Bürgern gefangen genommen und war sechs Jahre im dortigen Bucksturm inhaftiert. Dort saß er im sogenannten Johanniskasten, einem kleinen Verlies aus Eichenholz.
Höhepunkte seiner kriegerischen Unternehmungen waren seine Teilnahme an der Soester Fehde und der Münsterschen Stiftsfehde.
In seine Regierungszeit fiel auch der Bau der heutigen St.-Martins-Kirche in Nienburg/Weser, die 1441 geweiht wurde. Dort wurde Johann 1466 bestattet.